# Sialis bilineata
Sialis bilineata is een insect uit de familie Sialidae, die tot de orde grootvleugeligen (Megaloptera) behoort.